# Araújos
Araújos là một đô thị thuộc bang Minas Gerais, Brasil. Đô thị này có diện tích 245,617 km², dân số năm 2007 là 7201 người, mật độ 27,4 người/km².